# 2013 QP95
2013 QP95 est un objet transneptunien de magnitude absolue 7,2. Son diamètre est estimé à 144 km.